# This Thing Called Love
This Thing Called Love é um filme norte-americano em preto e branco do gênero comédia romântica, dirigido por Paul L. Stein em 1929.